# Kapitolinische Wölfin

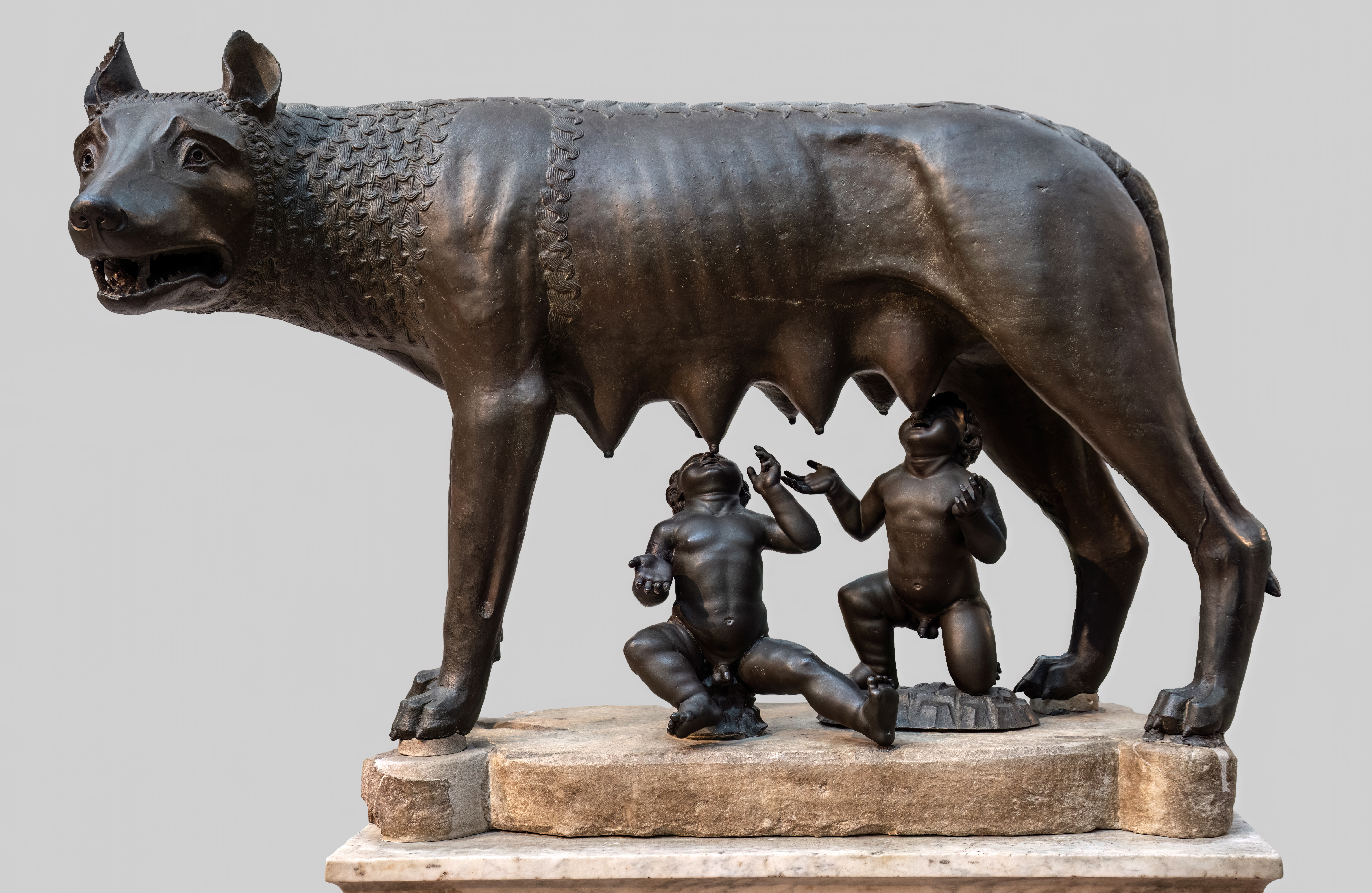
Die Kapitolinische Wölfin

Die Kapitolinische Wölfin (lat. Lupa Capitolina) ist eine lebensgroße Bronzefigur einer Wölfin, die Romulus und Remus, die mythischen Gründer der Stadt Rom, säugt. Die Skulptur ist 75 cm hoch und 114 cm breit und befindet sich in den Kapitolinischen Museen in Rom.
Nach der seit dem 18. Jahrhundert allgemein akzeptierten Sichtweise soll es sich um eine etruskische Skulptur aus dem 5. Jahrhundert v. Chr. handeln; in jüngster Zeit sind jedoch erhebliche Zweifel an dieser Datierung laut geworden. Nachdem Fachleute im Zuge von Restaurierungsarbeiten einen ersten Verdacht geäußert hatten, da die verwendeten Techniken vor dem 11. Jahrhundert n. Chr. unbekannt gewesen seien, scheint die anschließend veranlasste C-14-Datierung ergeben zu haben, dass die Wölfin im Mittelalter, zwischen dem 9. und 13. Jahrhundert, gefertigt wurde. Eine abschließende Klärung der Frage steht bislang noch aus. 
Die beiden Knaben wurden zweifelsfrei erst in der Renaissance hinzugefügt, wahrscheinlich von dem Bildhauer Antonio del Pollaiuolo.

## Mythos
Einer der zahlreichen Mythen über die Anfänge der Stadt Rom ist die Gründungsgeschichte von Romulus und Remus, wie sie von dem römischen Geschichtsschreiber Fabius Pictor erzählt wird. Danach hatte Amulius, der König der Stadt Alba Longa in den Albaner Bergen seinen Bruder Numitor entmachtet und dessen Tochter Rhea Silvia im Tempel der Vesta, der Göttin des heimischen Herdes, untergebracht. Trotz des für die Vestalinnen geltenden Keuschheitsgebots hatte Rhea Silvia dem Kriegsgott Mars Zwillinge geboren. Daraufhin ließ Amulius Rhea Silvia in den Tiber werfen und die Zwillinge im Tiber aussetzen. Der Flussgott Tiber rettete jedoch die Vestalin und heiratete sie.
Das Floß, auf das die Knechte des Königs die Kinder aus Mitleid gesetzt hatten, strandete am Fuß des Palatin. Eine Wölfin, ein dem Mars heiliges Tier, fand die Kinder und säugte sie, bis sie von dem Hirten Faustulus und dessen Frau Acca Larentia aufgezogen wurden. Als sie herangewachsen waren, töteten sie ihren Großonkel Amulius und setzten ihren Großvater Numitor wieder als König ein. Sie selbst gründeten eine neue Stadt. Als sie sich friedlich nicht einigen konnten, wer die Stadt regieren sollte, tötete Romulus seinen Bruder im Laufe eines Streits. König der neuen Stadt wurde Romulus, nach dem die Stadt Rom benannt ist.

## Ikonographie der Lupa Romana

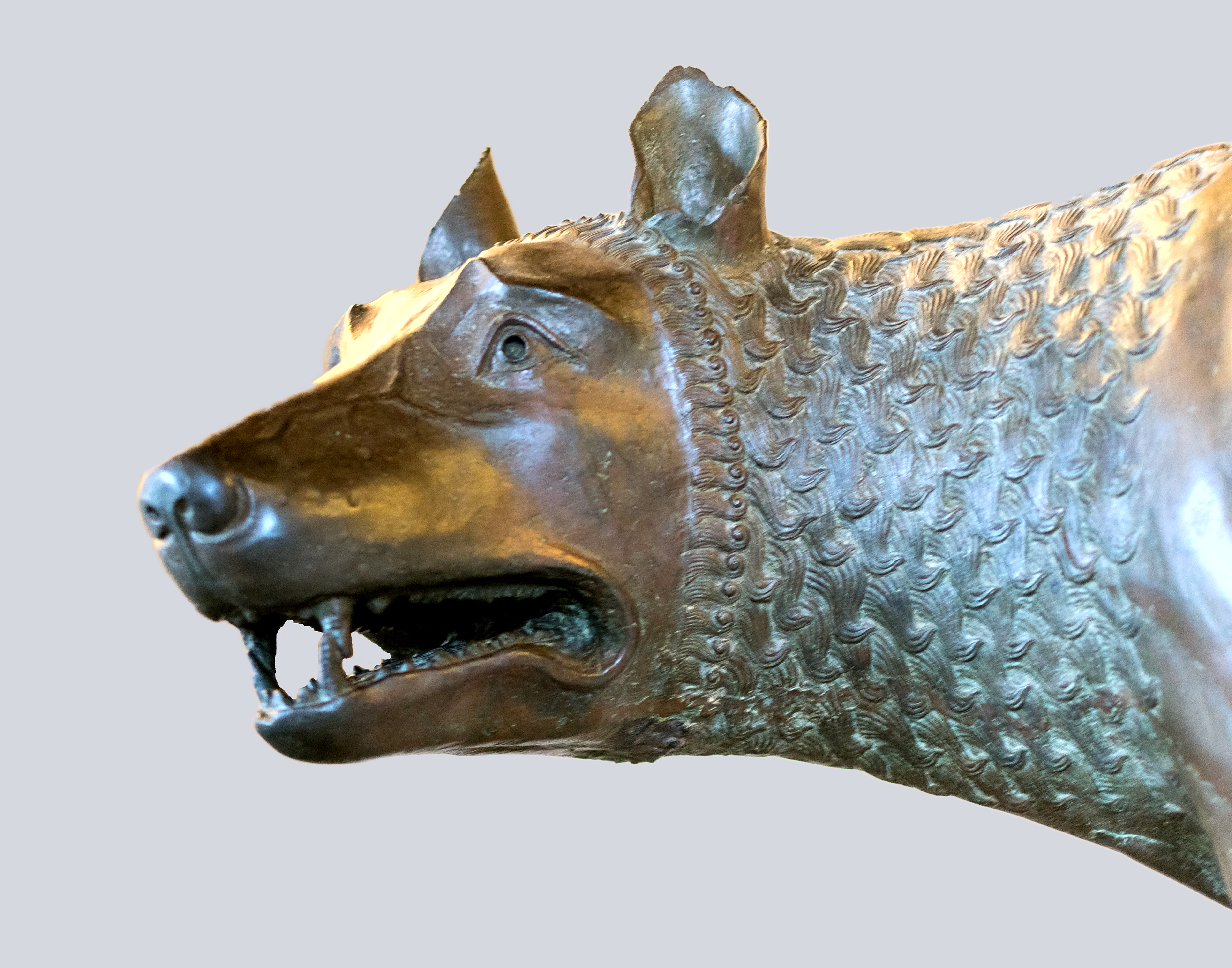
Nahaufnahme der Kapitolinischen Wölfin, die ihren Kopf zur Seite wendet

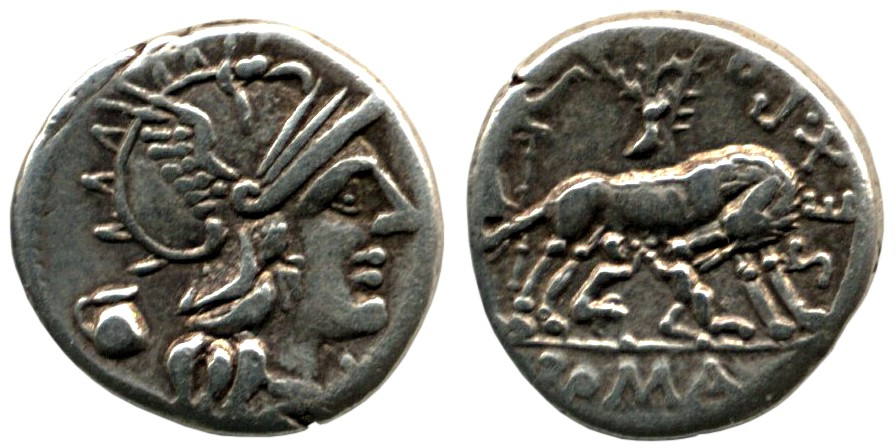
Römische Münze, 137 v. Chr.

Die Lupa Romana (= römische Wölfin) ist ein außerordentlich beliebtes Motiv auf Medaillen, Münzen, Gemmen, Reliefs, Mosaiken usw. vor allem in der römischen Kaiserzeit. Die Wölfin erscheint zunächst ohne Romulus und Remus, die erst ab dem 3. Jahrhundert v. Chr. regelmäßig abgebildet werden. Die Haltung der Kapitolinischen Wölfin, die ihren Kopf wendet mit den unter ihr sitzenden Zwillingen, ist Vorbild für die meisten späteren Varianten des Motivs. Die Lupa Romana dient als Symbol für die göttliche Herkunft des Stadtgründers Romulus, den Sohn des Kriegsgottes Mars, sowie des Ewigkeitsanspruchs, der aeternitas, der Stadt und des Imperiums. In der Bedeutung als Symbol für Ewigkeit und Unsterblichkeit erscheint die Wölfin gelegentlich auf Grabmonumenten als Zeichen des imperialen Anspruchs, vor allem auf Objekten in den unterworfenen Provinzen.
Die Tradition der Wölfin mit Romulus und Remus als Symbol für die Stadt Rom ist ungebrochen seit römischer Zeit. Ab den 1870er Jahren, nach der erfolgreichen Einigung Italiens (Risorgimento), wurde auf dem Kapitol eine lebendige Wölfin in einem Käfig ausgestellt. Als Instrument der Propaganda wurde die Wölfin besonders auch von Benito Mussolini und seinen Faschisten eingesetzt, die sich selber als Begründer eines Neuen Roms sahen. Zahlreiche Kopien der Statue wurden dafür aufgestellt und verschenkt, einerseits an verschiedenen Orten auf dem Gebiet des antiken Römischen Reiches, andererseits auch in neuen italienischen Eroberungen wie Äthiopien. Doch auch in der internationalen Diplomatie wurden entsprechende Statuenkopien eingesetzt und gelangten beispielsweise in die USA, in das verbündete Japan (Tokio) und in den japanischen Marionettenstaat Mandschukuo (Changchun).
Bei den Olympischen Spielen von 1960 diente die Kapitolinische Wölfin erneut als Emblem. Bis heute ist sie auf Schildern der Kommune Rom zu sehen, und sie wird in der Werbung für römische Firmen und Produkte gelegentlich als unverwechselbares Markenzeichen eingesetzt.

## Geschichte der Skulptur

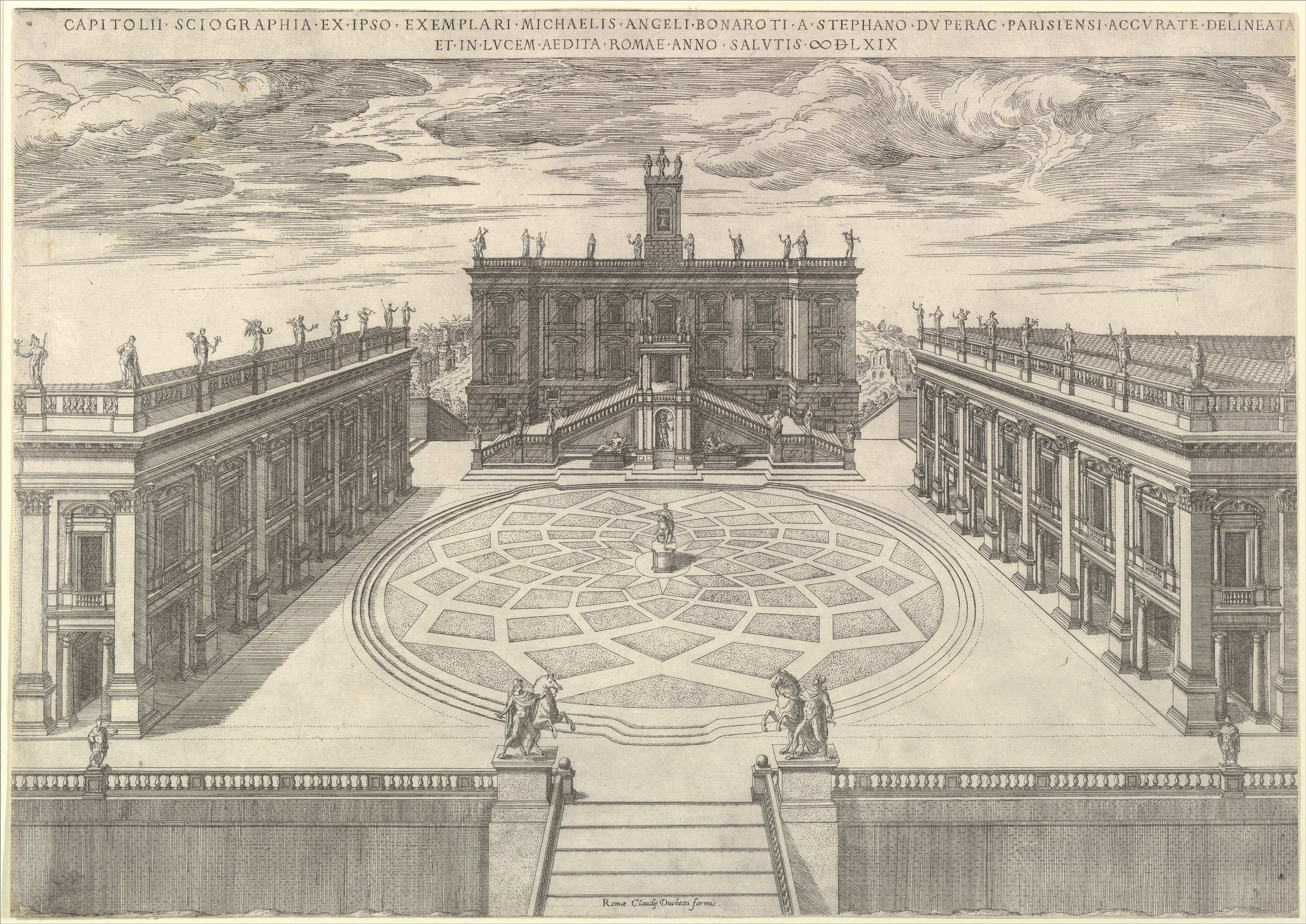
Kapitolsplatz, rechts der Konservatorenpalast; Stich von Étienne Dupérac 1568

Nach der Tradition ist die Kapitolinische Wölfin eine der wenigen antiken Skulpturen Roms, die nie unter der Erde lagen, sondern immer öffentlich sichtbar geblieben sind. Cicero erwähnt in seiner Schrift De divinatione die Statue einer Wölfin, die auf dem Kapitol in Rom aufgestellt war und die im Jahr 65 v. Chr. von einem Blitz getroffen wurde. Manche Autoren möchten in der Wölfin die von Cicero erwähnte Statue sehen. Die auch von anderen antiken Autoren erwähnten Spuren des Blitzeinschlags konnten jedoch an dieser Figur nicht festgestellt werden. 
Nach Quellen aus dem 10. Jahrhundert war die Statue vor dem alten Lateranpalast aufgestellt. Danach wurde sie in der Kirche San Teodoro al Palatino aufbewahrt. 1471 schenkte Papst Sixtus IV. im Zuge der Ausstattung des Kapitolsplatzes mit Antiken die Wölfin den Konservatoren der Stadt Rom. Die Zahlung von 10 Goldflorin durch Sixtus diente möglicherweise als Honorar für Antonio del Pollaiuolo, der um diese Zeit die Zwillinge hinzugefügt haben soll.
Bis 1583 war die Statue auf einem Sockel im Portikus des Konservatorenpalastes aufgestellt. Seit 1586 steht sie auf einem Podest in der Mitte der Sala della Lupa im Konservatorenpalast als Teil der Kapitolinischen Museen.

## Datierung
Bis zu Beginn des 21. Jahrhunderts wurde die Statue allgemein als ein Meisterwerk der etruskischen Kunst angesehen. Giulio Quirino Giglioli datierte sie in das 5. Jahrhundert v. Chr. und schrieb sie einer etruskischen Werkstatt zu, der deutsche Archäologe Friedrich Matz datierte sie um 480–470 v. Chr.
Nach der These des römischen Archäologen Adriano La Regina, die er in der Tageszeitung La Repubblica veröffentlicht hat, kann die Wölfin jedoch erst im Mittelalter gegossen worden sein. Er stützt sich dabei auf Ergebnisse der römischen Restauratorin Anna Maria Carruba, die die Figur 1997 im Zuge einer umfassenden Restaurierung genau untersucht hat. Nach Carruba wurde die Figur in einem Stück gegossen, eine Technik, die für mittelalterliche Bronzegüsse charakteristisch sei. Antike – griechische, etruskische und römische – Bronzen dieser Größe wurden jedoch ausnahmslos in einzelnen Teilen gegossen, die anschließend zusammengefügt und nachbearbeitet wurden. Die typischen Kennzeichen dieser Technik fehlen aber bei der Wölfin, die vielmehr in einer Art und Weise hergestellt worden sei, die in Italien erst ab dem 11. Jahrhundert gebräuchlich war.
Die Ergebnisse Carrubas waren bei Wiederaufstellung der Wölfin in der Sala della Lupa nicht publiziert worden, und die Kapitolinischen Museen blieben bis zum Frühsommer 2012 bei der alten Datierung. Seither ist auf der Homepage des Museums bei der Datierung allerdings angegeben: V sec. a. C. o età medievale („5. Jh. v. Chr. oder Mittelalter“).
In der Forschung sind La Reginas Thesen nicht unumstritten. Argumentiert wird, dass es zwar viele griechisch-römische Vergleichsstücke gebe, aber nur eine einzige bekannte etruskische Bronze in ähnlicher Größe, die Chimäre von Arezzo. Ob die etruskische und die griechisch-römische Gusstechnik wirklich identisch waren, müsse erst nachgewiesen werden. Nach Maurizio Sannini ist das Material, aus dem die Wölfin gegossen worden ist, zwar in römischer Zeit verwendet worden, aber nicht mehr in nachantiker Zeit.
Unter Anwendung spektrometrischer Methoden konnte organisches Material aus dem Herstellungsprozess des Gusses extrahiert werden, das Forscher der Università del Salento im Juni 2012 mit Hilfe von C14-Untersuchungen analysierten. Demnach muss das Kunstwerk im 11. bis 12. Jahrhundert entstanden sein. Damit ist deutlich wahrscheinlicher geworden, dass Carrubas Überlegung zutrifft und die Wölfin erst im Mittelalter entstand, als man sich insbesondere in Norditalien auf die römische Vergangenheit zurückzubesinnen begann.
Luca Giuliani kommt in seinen Ausführungen zu den Datierungversuchen der kapitolinischen Wölfin zu einem skeptischen Urteil – gerade weil die naturwissenschaftlichen Ergebnisse so disparat sind. Mitnichten hält er die Diskussion um den Vorschlag einer Entstehung im Mittelalter für abgeschlossen, da die Erwähnung im „Libellus de imperatoria potestate in urbe Roma“ die frühste glaubhafte Erwähnung scheint, die in das 10. Jahrhundert führt.
Eine 2025 veröffentlichte Analyse der Bleiisotope bestätigt die früheren Analysen und die Datierung auf das 11. bis 12. Jahrhundert.

## Kopien der Kapitolinischen Wölfin

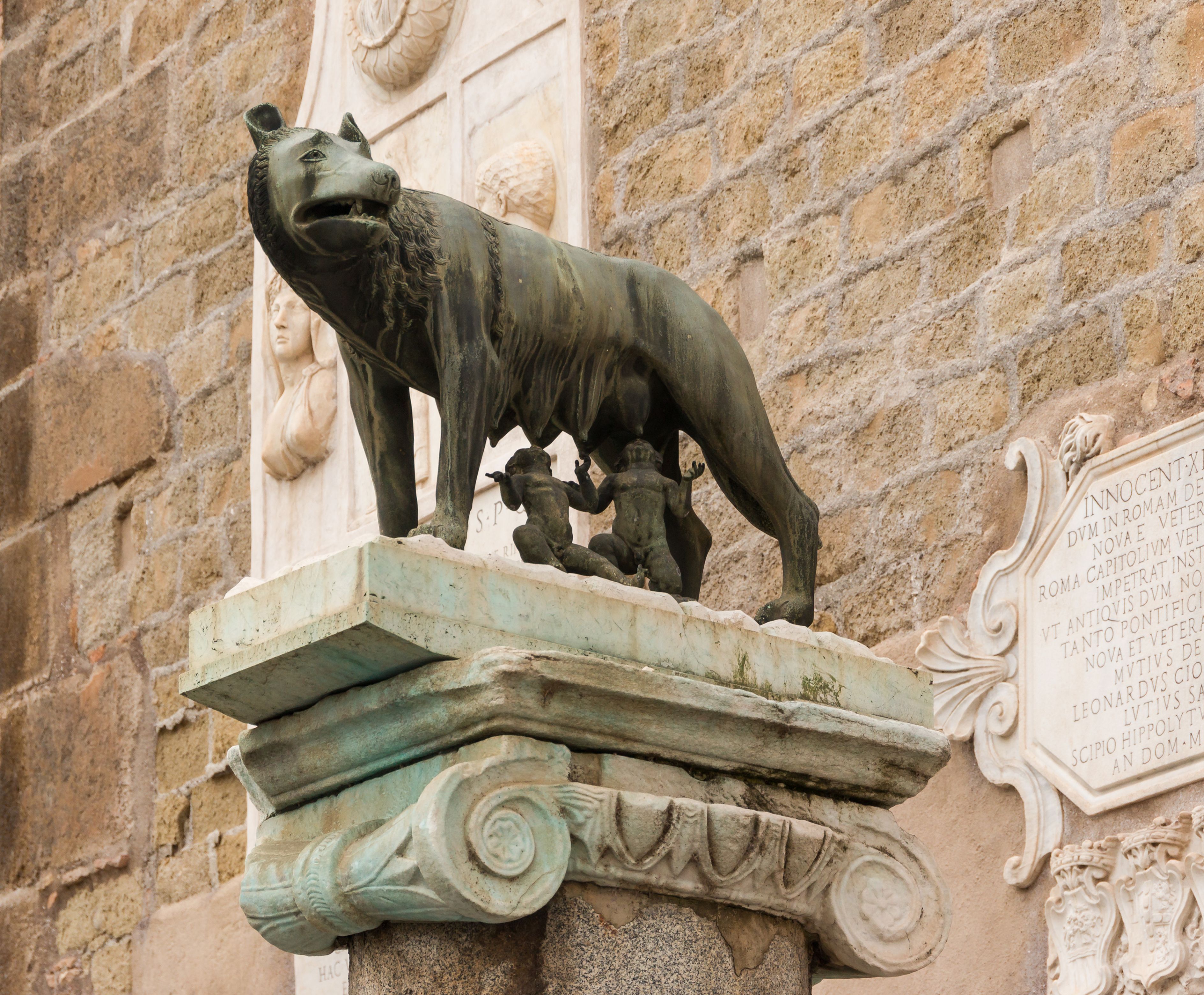
Kapitolinische Wölfin an der Nordecke des Senatorenpalastes in Rom

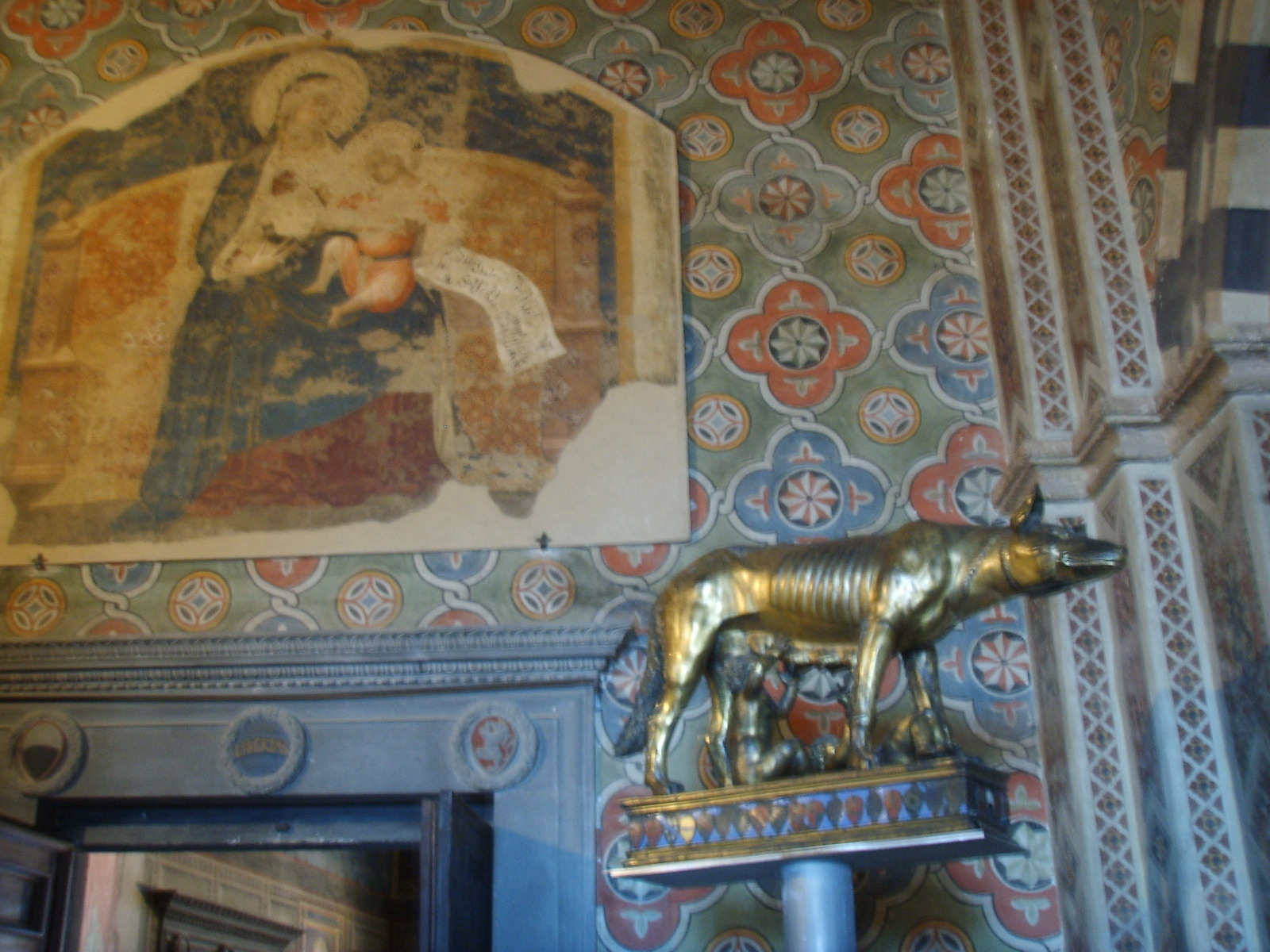
Die Wölfin in Siena, Palazzo Pubblico

Eine Kopie der Kapitolinischen Wölfin steht an der Nordecke des Senatorenpalastes, dem heutigen Sitz des römischen Bürgermeisters und des Stadtrats von Rom.
Die Kapitolinische Wölfin wird ebenfalls in der Stadt Siena verehrt. Nach der Sage waren die Söhne des Remus, Ascanius und Senius, gezwungen aus Rom zu fliehen, nachdem ihr Vater von seinem Bruder Romulus erschlagen worden war. Auf ihrer Flucht nach Norditalien gelangten sie in das heutige Siena, wo sie auf einem Hügel ein Kastell errichteten. Dieses Kastell, genannt Castelvecchio oder Castel Senio, gilt als Gründungsort der Stadt Siena. Eine moderne Bronzeskulptur der Wölfin ist im Palazzo Pubblico aufgestellt. 
In Aquileia in Norditalien steht die Kapitolinische Wölfin auf dem Vorplatz der Basilika von Aquileia. Rumänien besitzt seit 1926 eine Kapitolinische Wölfin in Timișoara. Kopien und Nachschöpfungen der Kapitolinischen Wölfin sind ebenfalls in der rumänischen Kleinstadt Sighișoara, dem rumänischen Cluj-Napoca, vor dem Historischen Nationalmuseum der moldawischen Hauptstadt Chișinău, im belgischen Sourbrodt an der französisch-deutschen Sprachgrenze sowie in Paris vor dem Musée national du Moyen-Âge zu finden.